# Uzak
Uzak (bra: Distante; prt: Uzak - Longínquo) é um filme de drama turco de 2002 dirigido e escrito por Nuri Bilge Ceylan.

## Elenco
- Muzaffer Özdemir como Mahmut
- Mehmet Emin Toprak como Yusuf
- Zuhal Gencer como Nazan
- Nazan Kirilmis
- Feridun Koc
- Fatma Ceylan

## Recepção da crítica
Uzak foi aclamado pela crítica. No site agregador de críticas Rotten Tomatoes, 87% das 46 resenhas dos críticos são positivas, com uma classificação média de 7,8/10. O consenso do site diz: "Assombrosamente lindo, Uzak comunica volumes com seu silêncio quase generalizado." O Metacritic, que usa uma média ponderada, atribuiu ao filme uma pontuação de 84 em 100, baseado em 18 críticos, indicando "aclamação universal".

## Prêmios e indicações
Uzak ganhou 17 prêmios e 2 indicações, incluindo o Grand Prix e o Prêmio de Melhor Ator, compartilhados pelos dois atores principais do filme no Festival de Cannes 2003.
Em 2019, o diretor Andrew Haigh considerou o filme como o melhor do século 21, elogiando-o como "um dos melhores já feitos sobre a solidão".